# Glen Lyon
Glen Lyon es un lugar designado por el censo ubicado en el condado de Luzerne en el estado estadounidense de Pensilvania. En el año 2000 tenía una población de 1.881 habitantes y una densidad de 214 personas por km².

## Geografía
Glen Lyon se encuentra ubicado en las coordenadas 41°10′32″N 76°4′28″O / 41.17556, -76.07444.

## Demografía
Según la Oficina del Censo en 2000 los ingresos medios por hogar en la localidad eran de $24,271 y los ingresos medios por familia eran $36,250. Los hombres tenían unos ingresos medios de $28,576 frente a los $20,323 para las mujeres. La renta per cápita para la localidad era de $13,753. Alrededor del 22.2% de la población estaba por debajo del umbral de pobreza.